# Тхайку-плейс

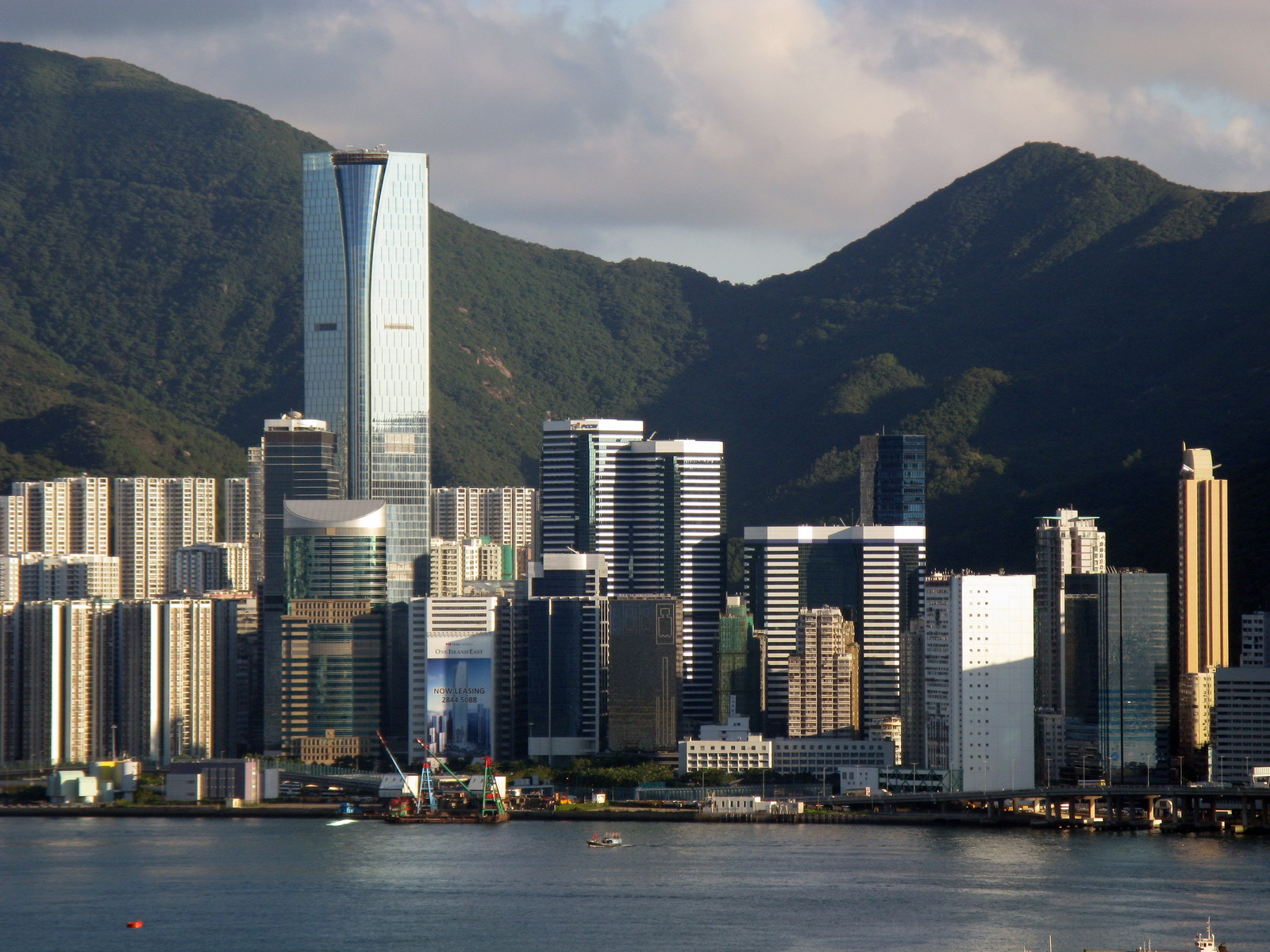
Тхайку-плейс

Схема комплекса

Тхайку-плейс (TaiKoo Place, 太古坊) — офисный и жилой комплекс, расположенный в Гонконге, в районе Куорри-Бэй (Восточный округ). Состоит из восьми высотных башен, построенных в период с 1979 по 2018 год на месте бывших судостроительных доков и сахарного завода. Архитектором комплекса выступила гонконгская компания Wong & Ouyang. Системой крытых пешеходных переходов с кондиционированным воздухом башни связаны между собой и со станцией метро Куорри-Бэй. 
Комплекс является частью масштабного проекта Айленд-Ист (Island East) компании Swire Properties, куда, помимо Тхайку-плейс, входят жилой район Тхайкусин и торгово-офисный комплекс Cityplaza.

## Структура
В состав Тхайку-плейс входят следующие офисные здания: 
- 69-этажный One Island East (298 м), построенный в 2008 году[3].
- 48-этажный One Taikoo Place (228 м), построенный в 2018 году[4]
- 41-этажный Oxford House (165 м), построенный в 1999 году[5].
- 42-этажный Dorset House Tower A (163 м), построенный в 1994 году[6].
- 39-этажный Dorset House Tower B (151 м), построенный в 1994 году[6].
- 36-этажный Cambridge House (120 м), построенный в 2003 году[7].
- 33-этажный Devon House (118 м), построенный в 1994 году и реконструированный в 2002 году[8].
- 23-этажный Lincoln House (106 м), построенный в 1998 году[9].

В башне Dorset House Tower A, также известной как PCCW Tower, располагаются штаб-квартиры телекоммуникационной корпорации PCCW и гонконгского отделения IBM.

## Снесённые здания
На месте самых старых башен (Somerset House, Cornwall House и Warwick House) был построен новый небоскрёб One Taikoo Place.
- 22-этажный Somerset House (73 м), построенный в 1988 году[11].
- 22-этажный Cornwall House (73 м), построенный в 1984 году[12].
- 20-этажный Warwick House (67 м), построенный в 1979 году[13].

## Галерея

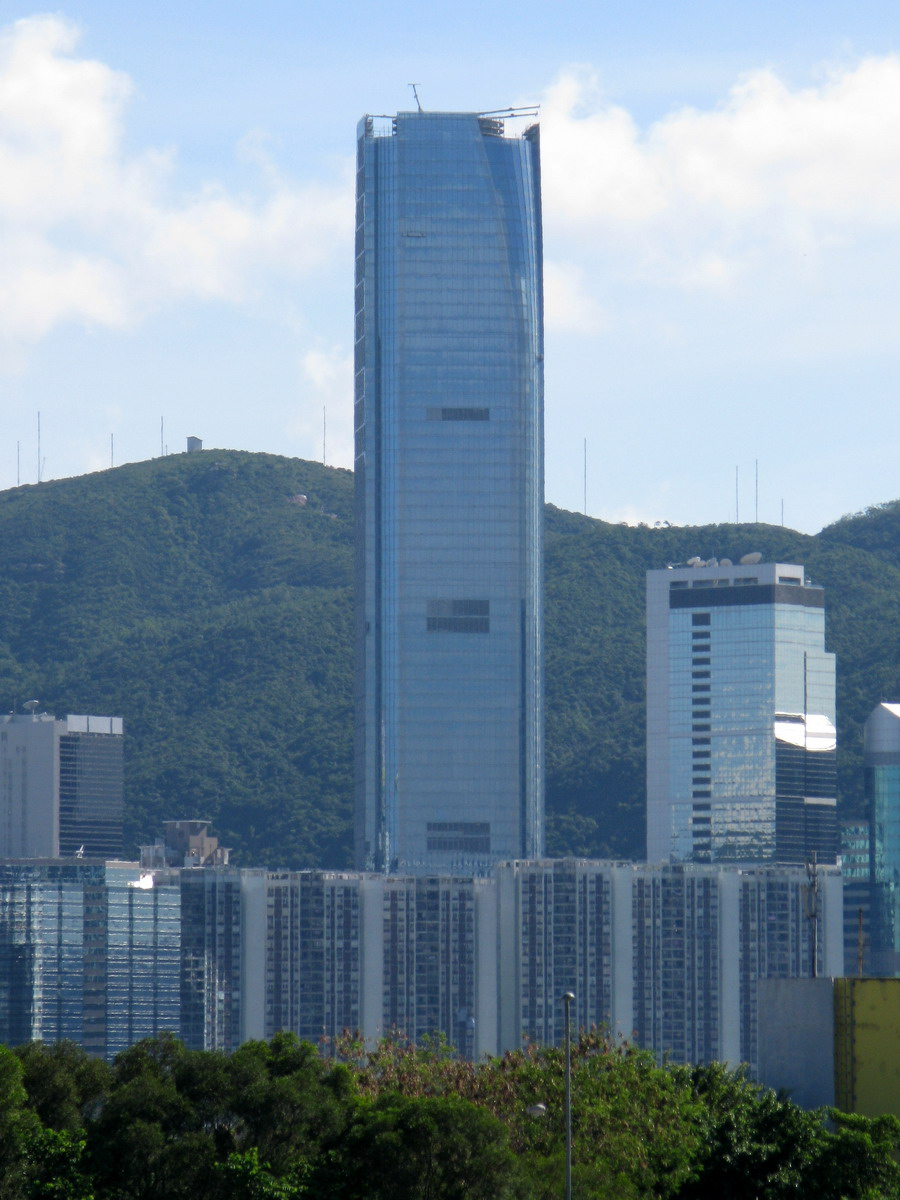
One Island East
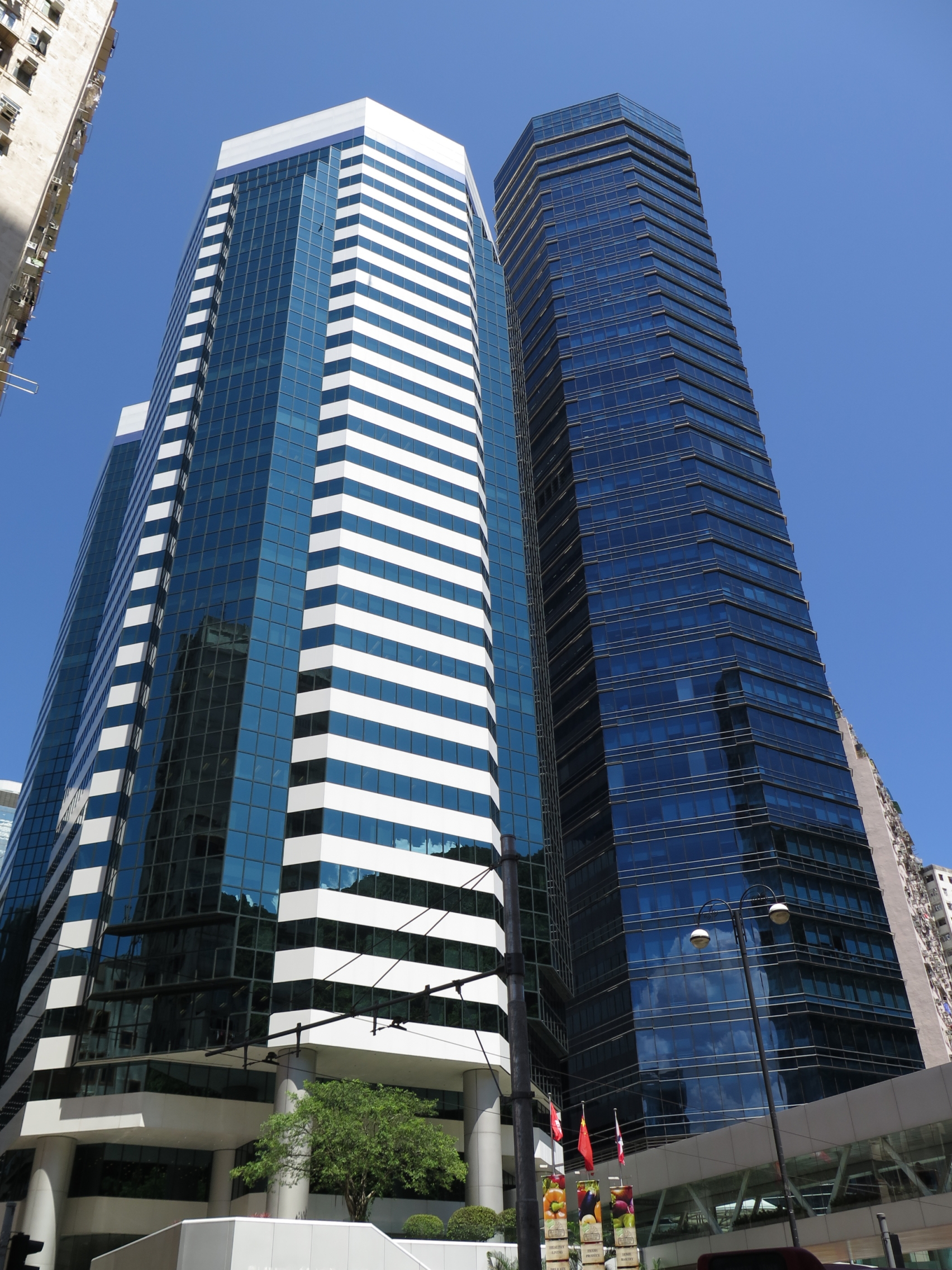
Devon House
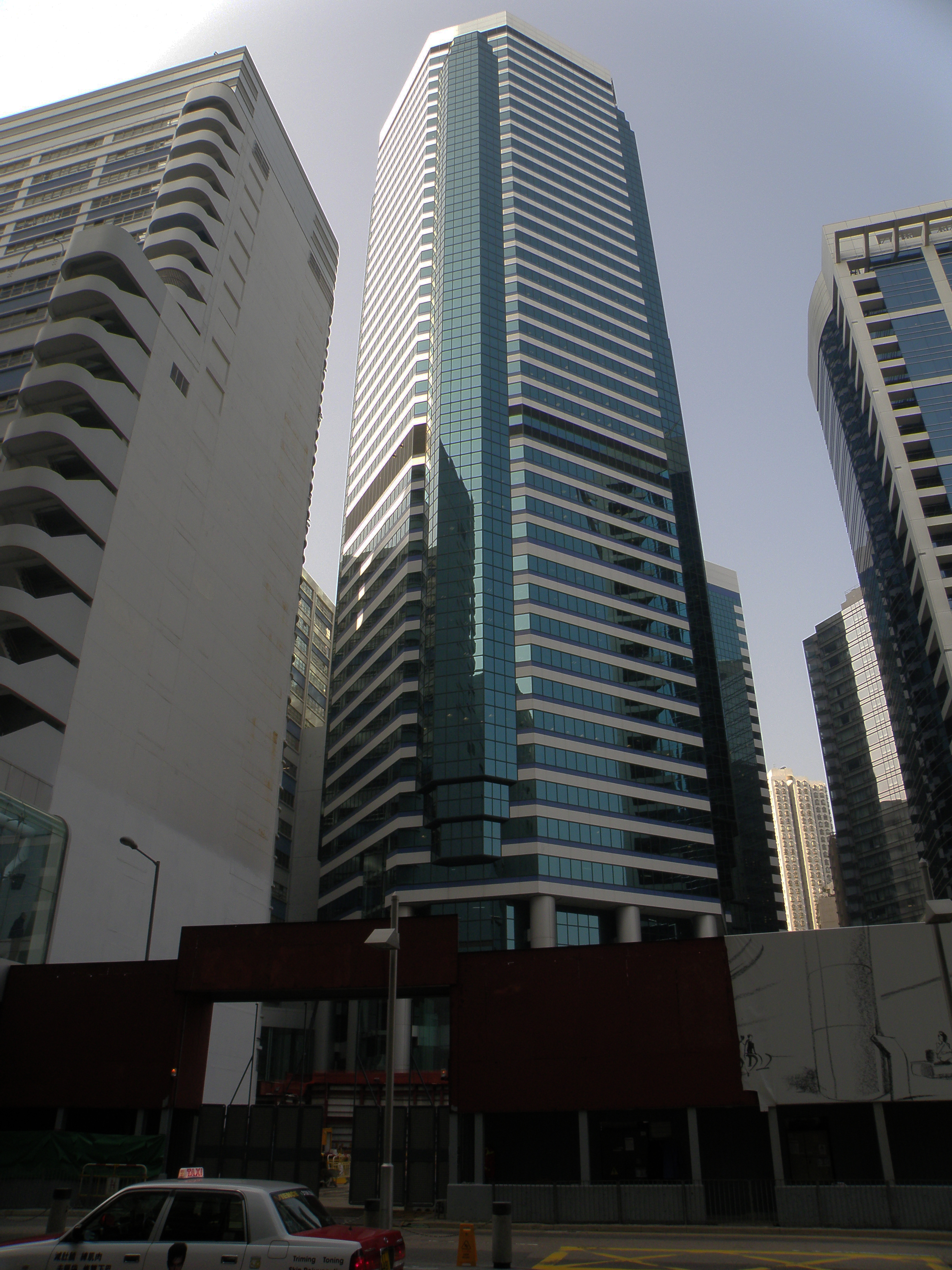
Dorset House
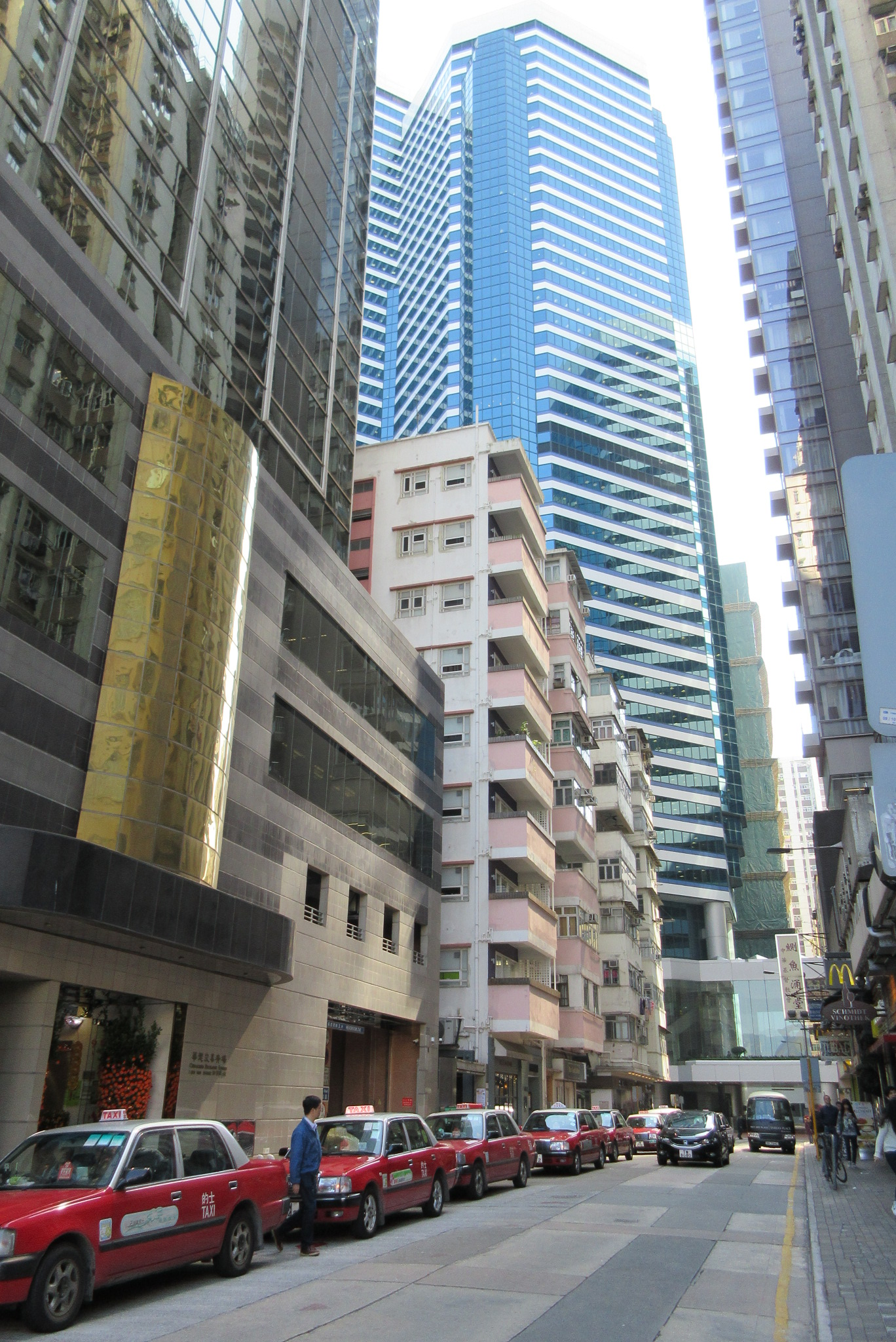
Dorset House
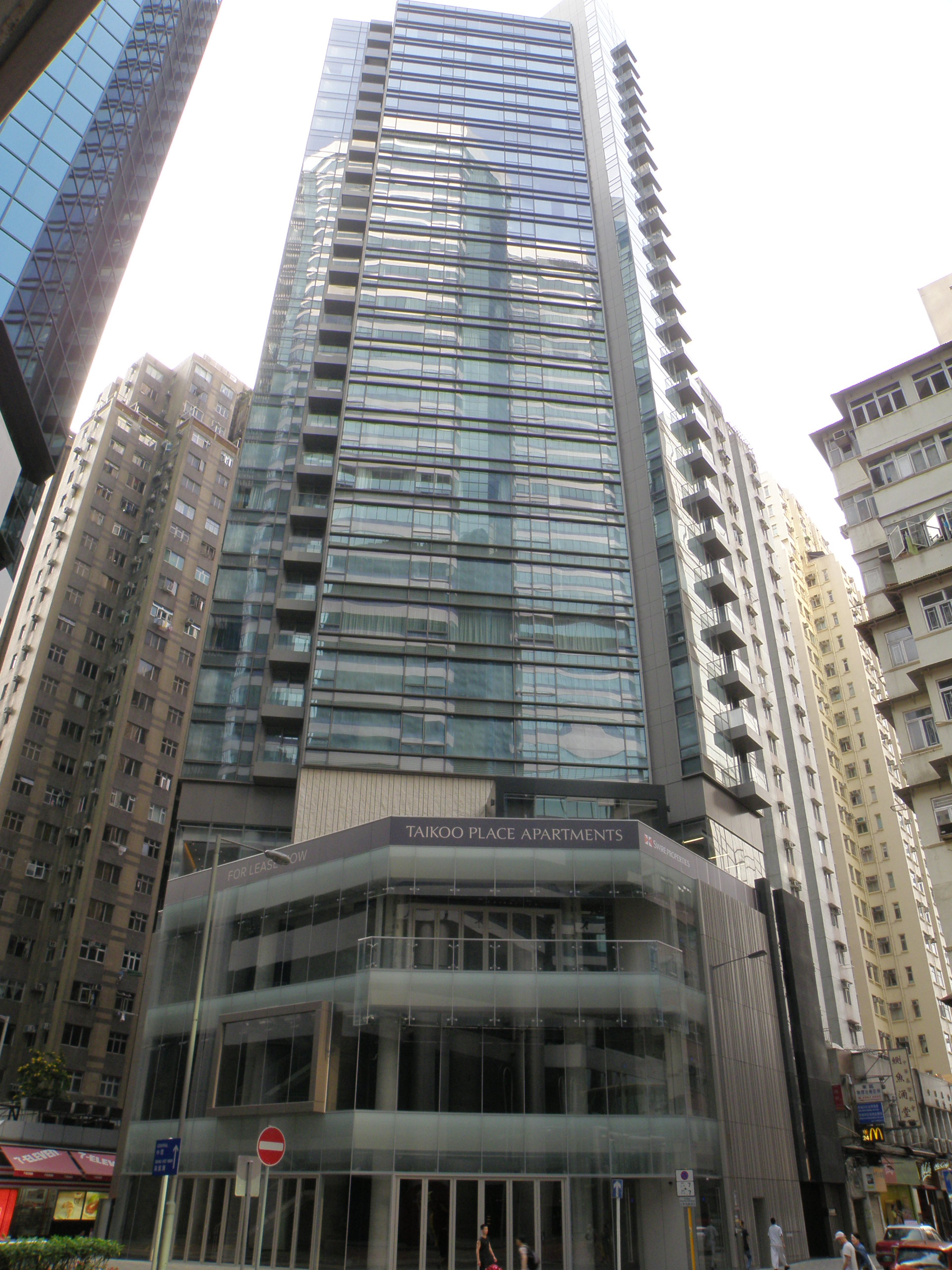
TaiKoo Place Apartments
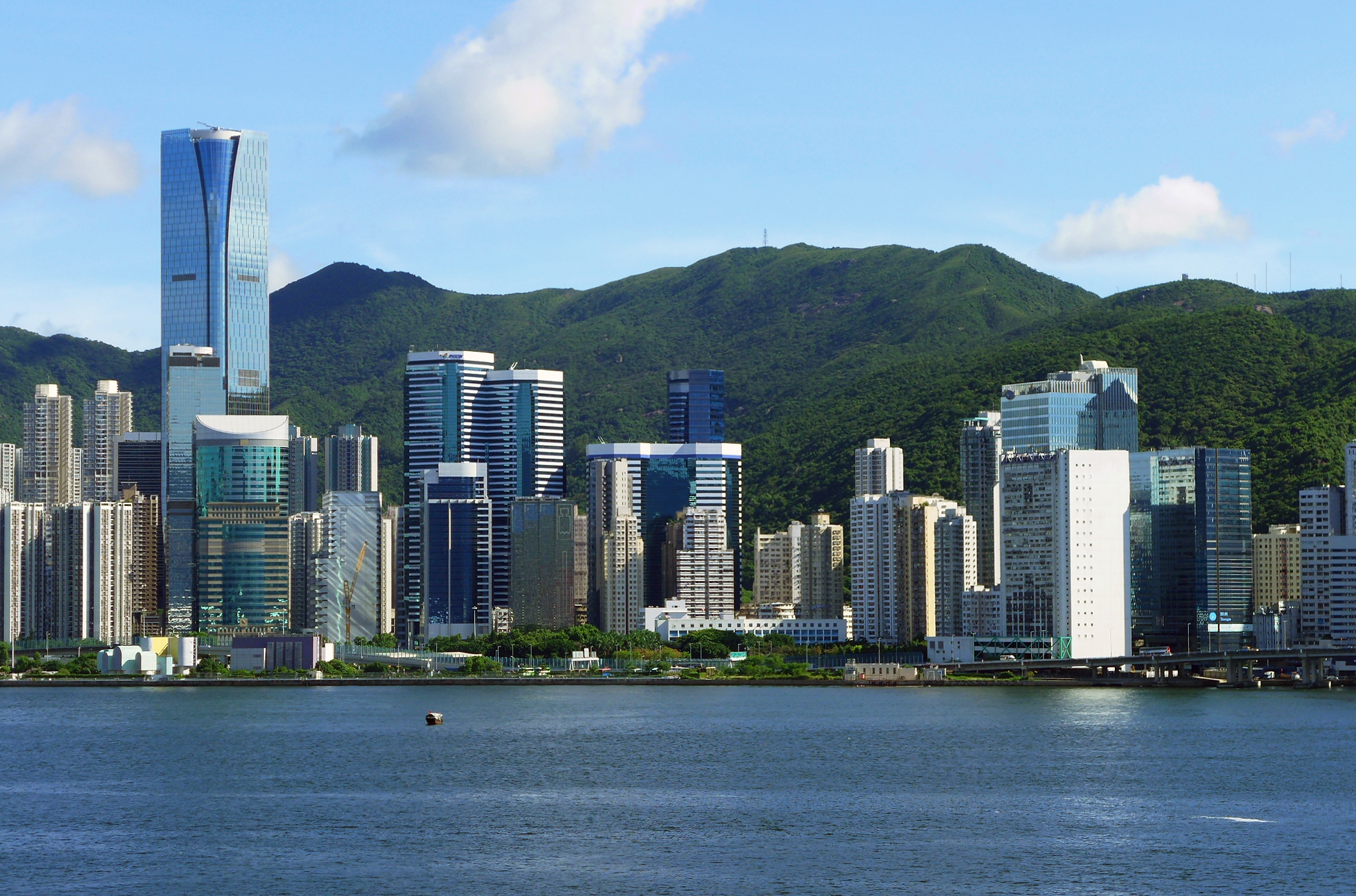
Taikoo Place
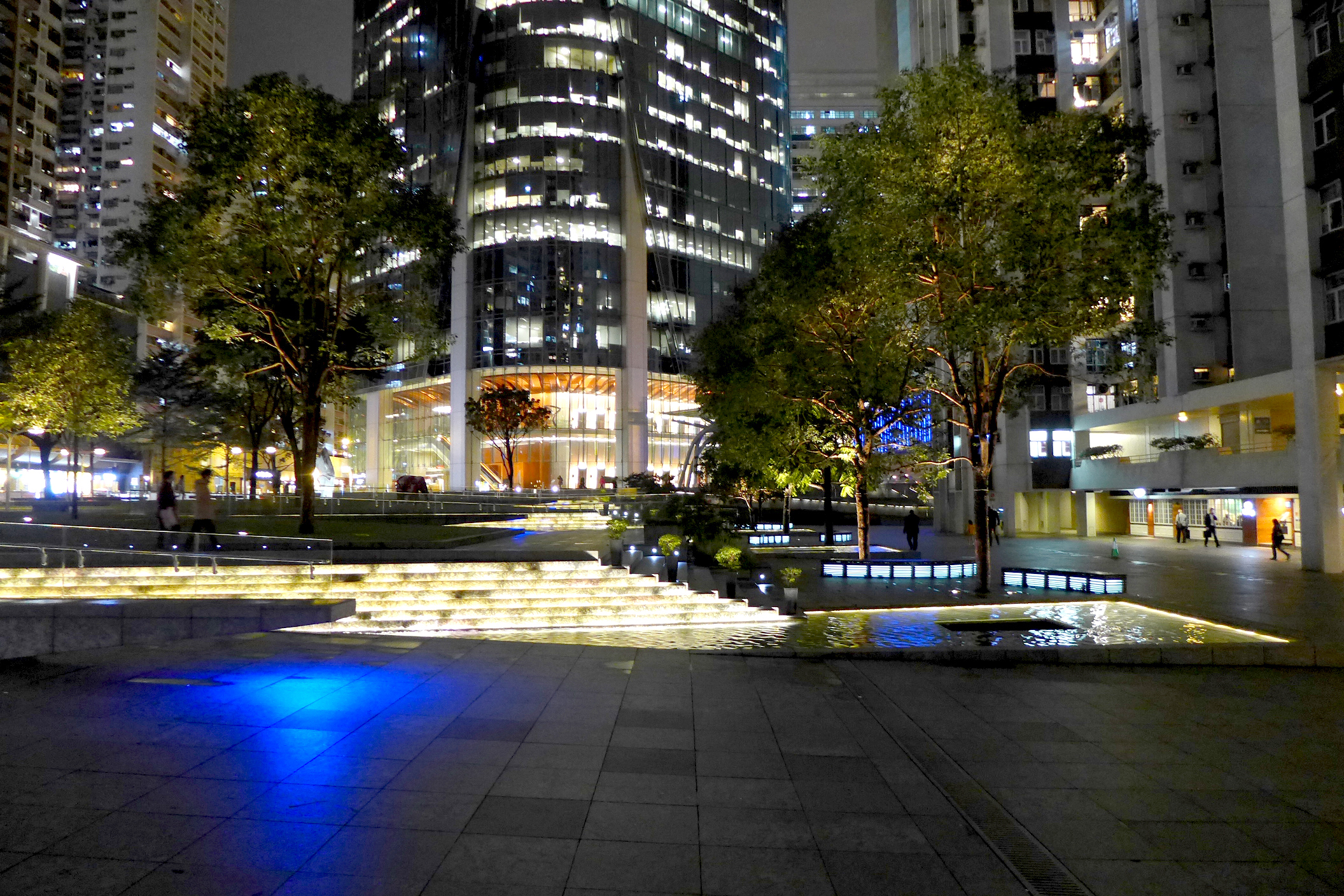
Via Fiori
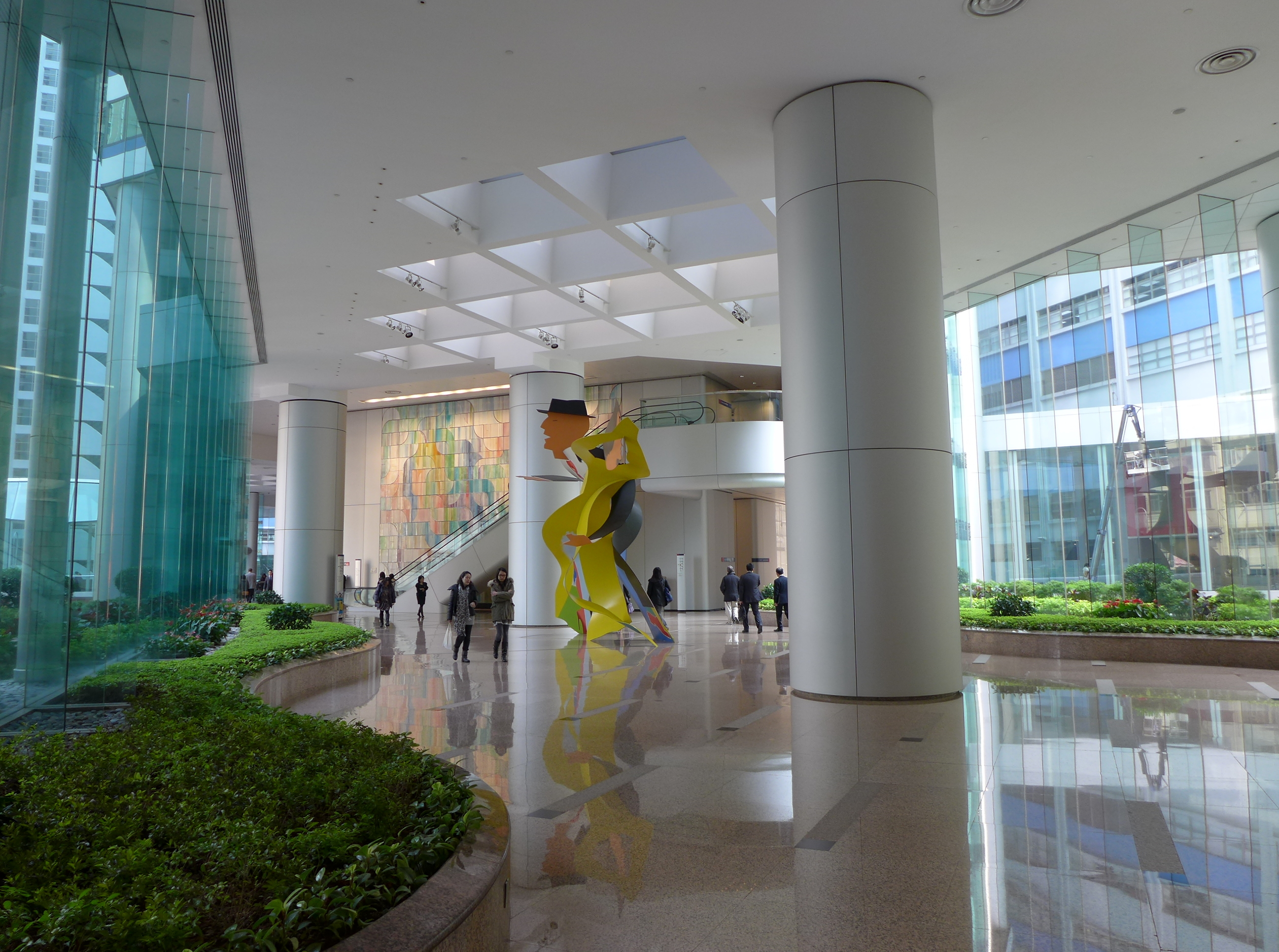
Dorset House
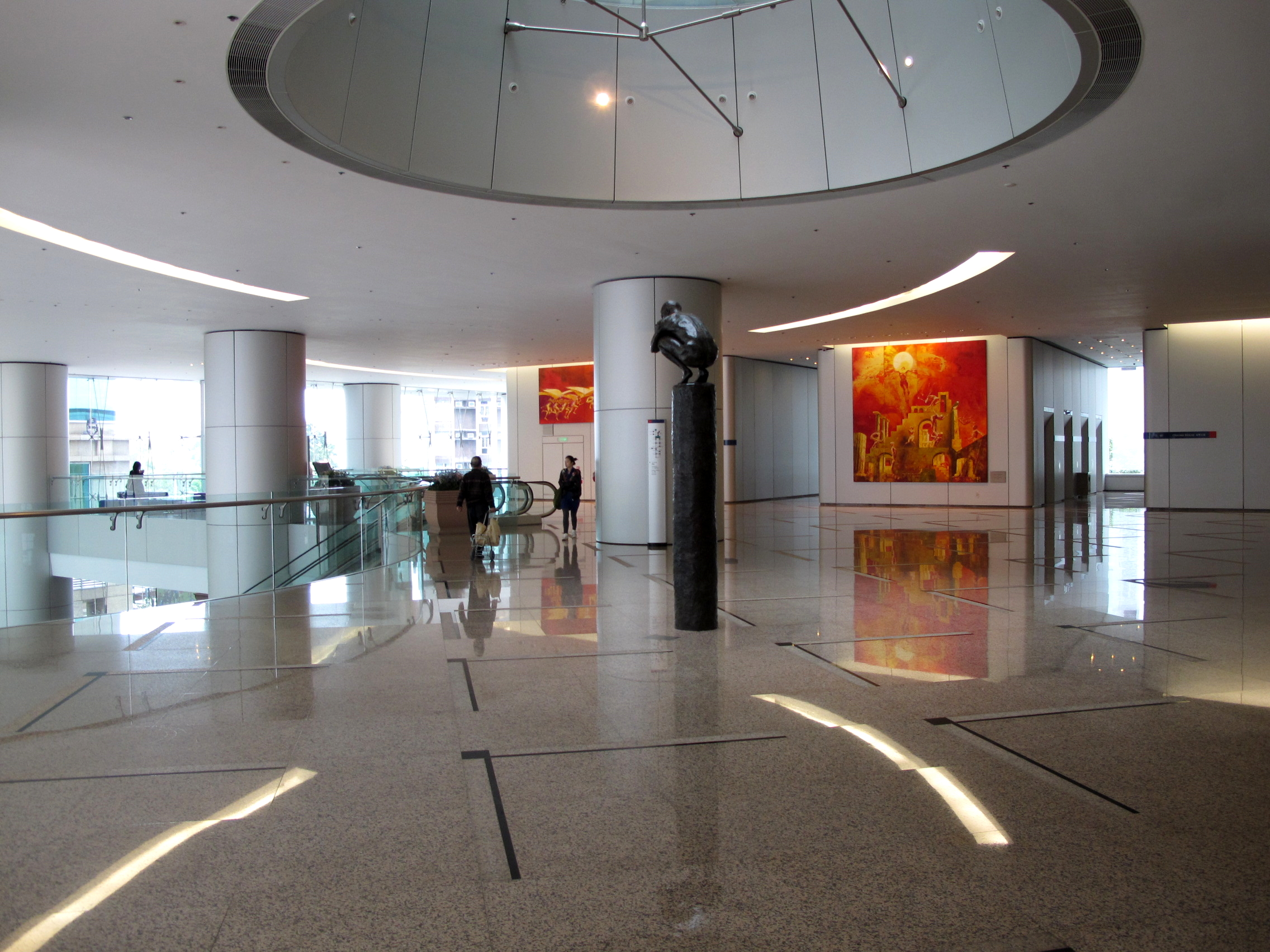
Oxford House
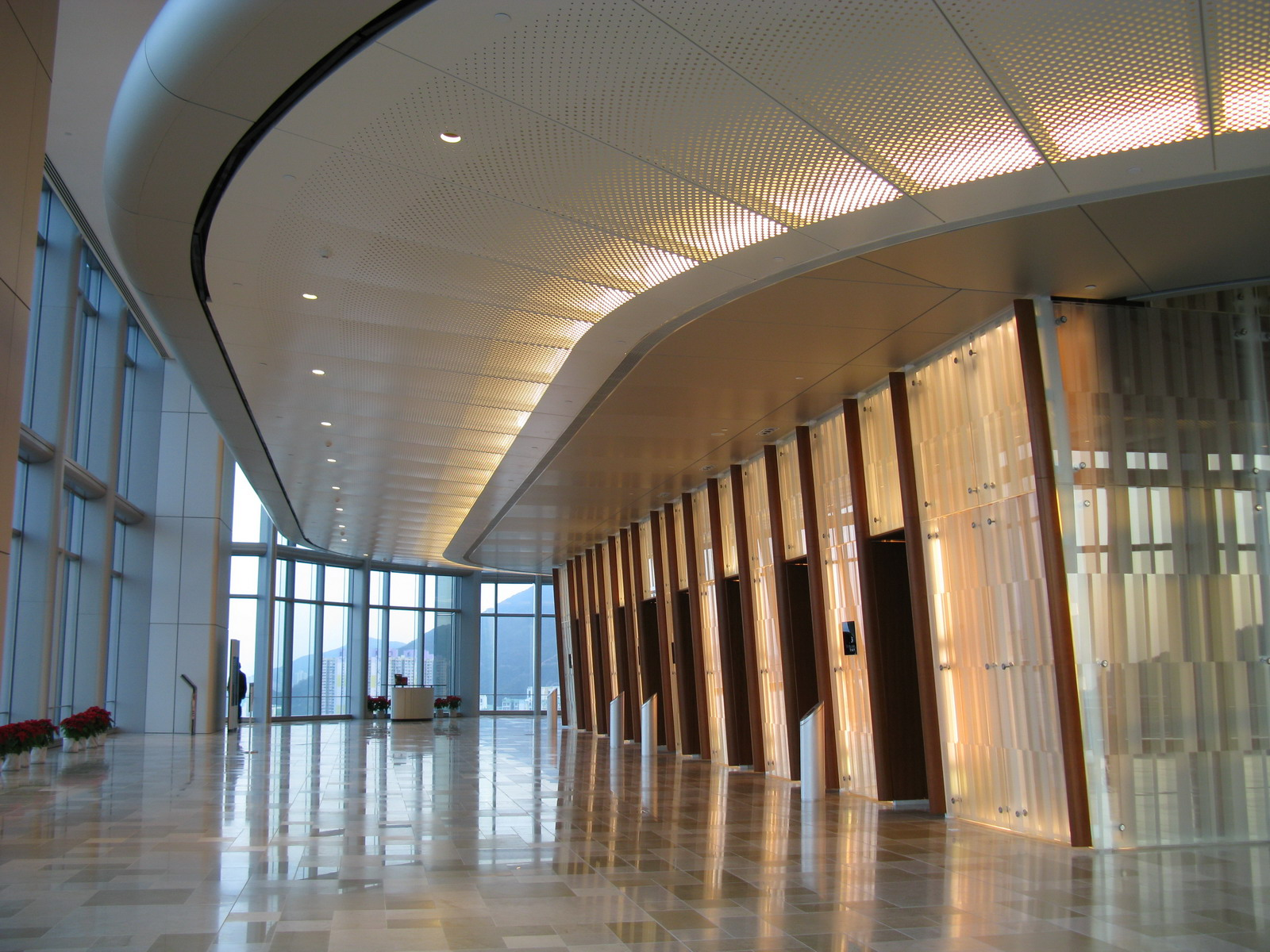
One Island East
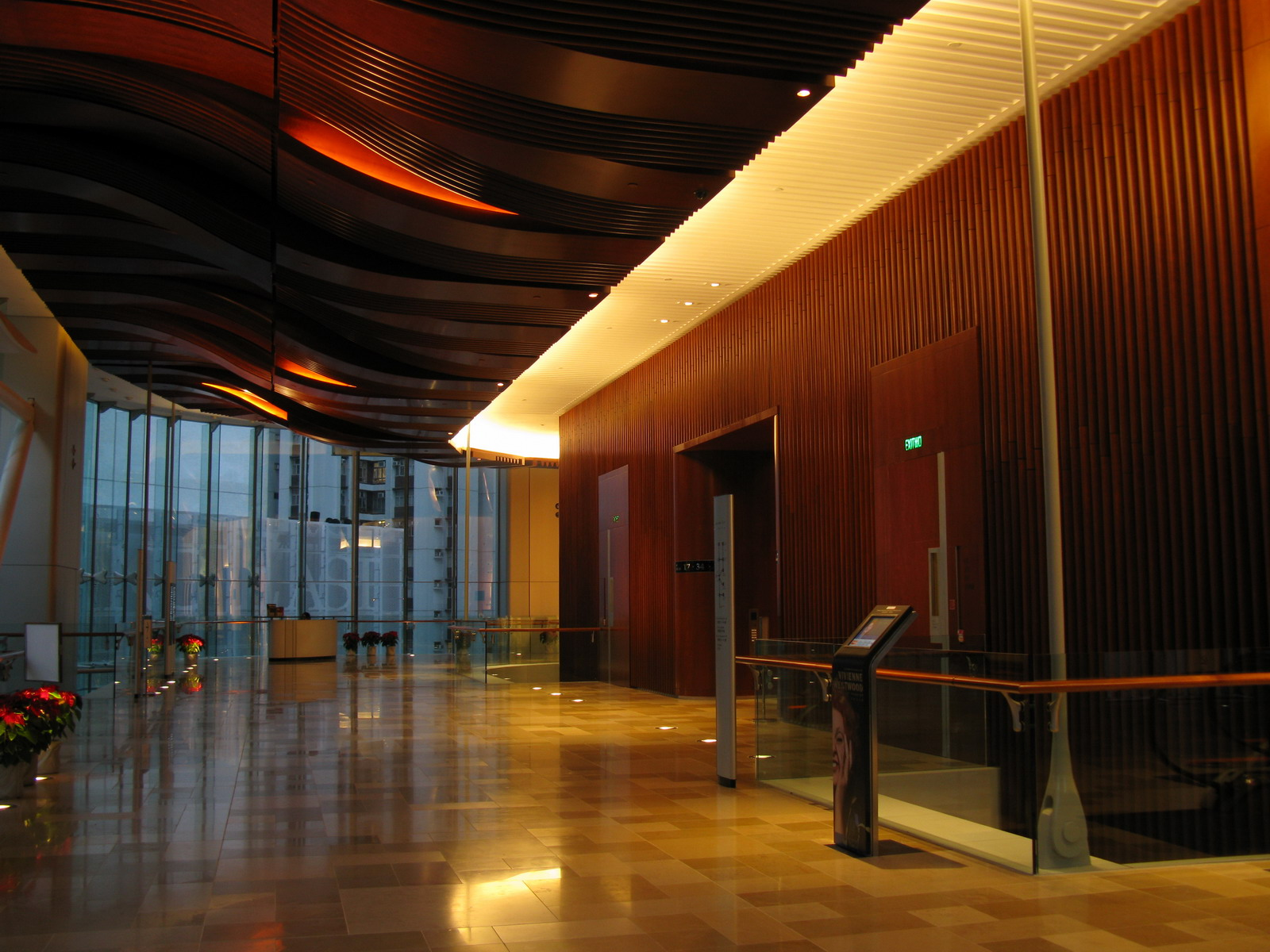
One Island East
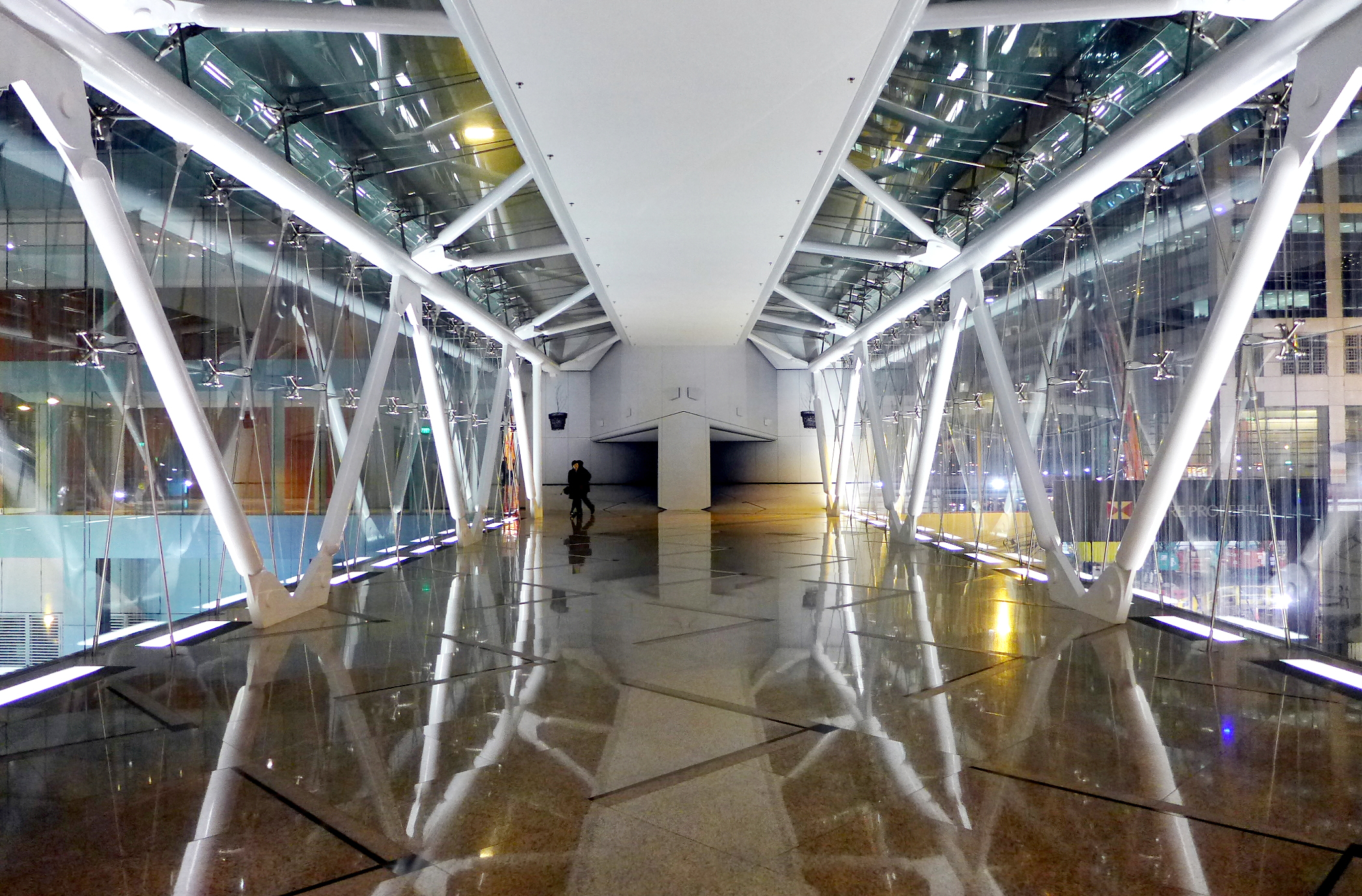
Пешеходный мост
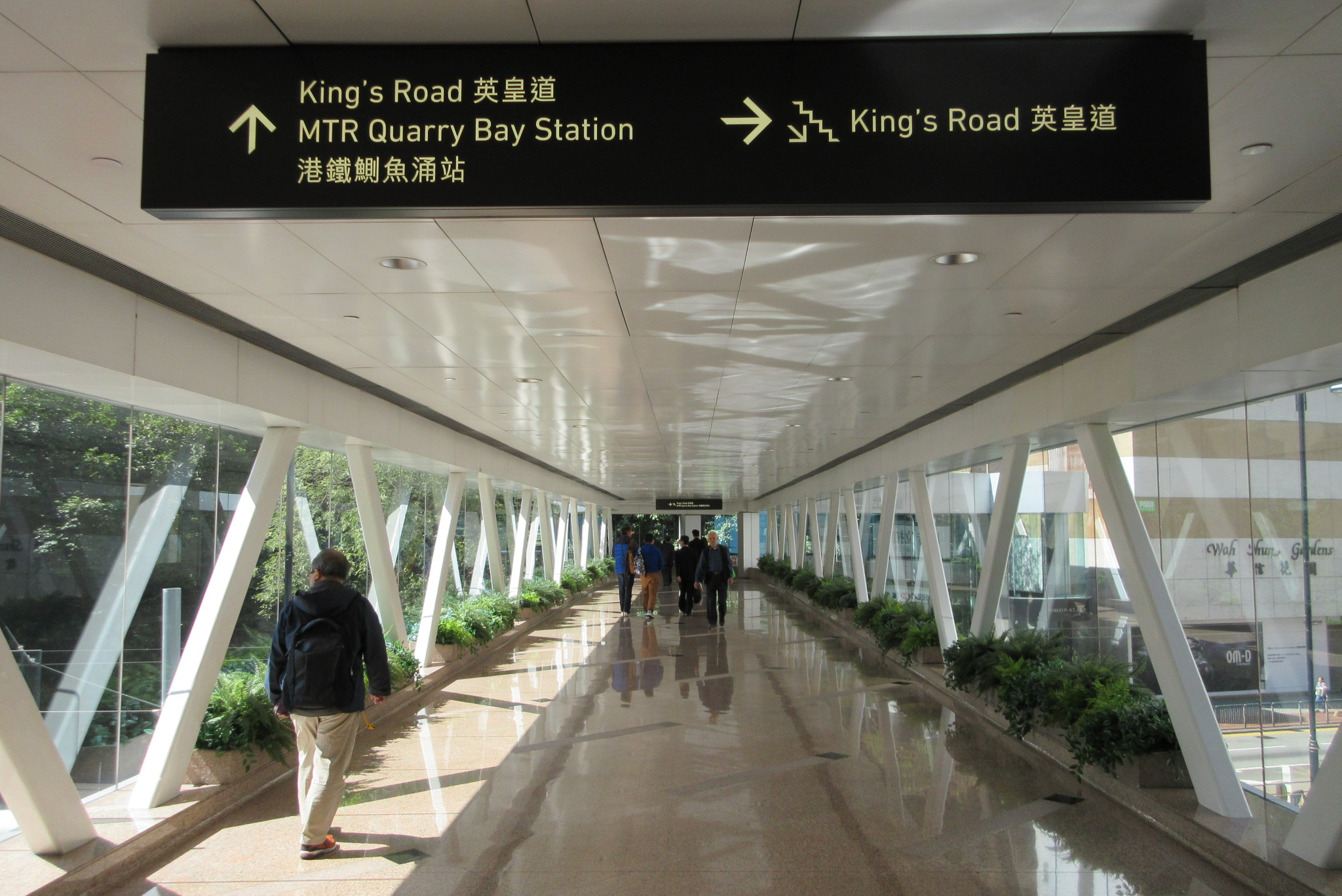
Пешеходный мост